# Prokeimenon
Un prokeimenon (du grec ancien : Προκείμενον, prokeimenon, pl. prokeimena, « ce qui précède ») est, dans les Églises d'Orient — Églises orthodoxes et Églises catholiques de rite byzantin —, le verset d'un psaume ou d'un cantique (auquel cas le lecteur annonce le cantique d'origine) chanté en alternance à certains moments de la Divine Liturgie ou des offices. Il introduit généralement une lecture de l'Écriture. Il correspond au Graduel de la messe romaine.

## Structure du prokeimenon
La structure caractéristique des prokeimenons est la suivante : le lecteur récite d'abord un verset d'un psaume ou d'un cantique, fixant ainsi le ton d'ensemble. Ce verset est repris comme refrain par le chœur. Le lecteur entonne ensuite d'autres versets que le chœur ponctue chacun par le refrain. Le lecteur conclut le prokeimenon en chantant la première moitié du premier verset que le chœur termine en en chantant la seconde moitié. Lorsqu'une deuxième commémoration a lieu un jour donné, le premier verset du deuxième prokimeinon remplace le dernier dialogue du prokeimenon principal.
Dans certaines traditions où l'on pratique le plain-chant, le prokeimenon peut être chanté par un chantre. Celui-ci récite alors à la fois et les versets et le refrain dans le ton prescrit pour le dimanche ou pour la fête, selon la forme alternée refrain-verset-refrain-verset-refrain.

### Exemples
Prokiménon du dimanche, ton 2. Les versets sont extraits du psaume 117.
Lecteur : Prokiménon, ton 2 : Le Seigneur est ma force et ma louange, Il a été mon salut.

Chœur : Le Seigneur est ma force et ma louange, Il a été mon salut.

Lecteur : Le Seigneur m'a châtié et châtié encore, mais Il ne m'a pas livré à la mort.

Chœur : Le Seigneur est ma force et ma louange, Il a été mon salut.

Lecteur : Le Seigneur est ma force et ma louange... 

Chœur : Il a été mon salut.
Prokiménon du dimanche, ton 2, en combinaison avec une fête de la Mère de Dieu (versets issus du cantique du Magnificat).
Lecteur : Prokiménon, ton 2 : Le Seigneur est ma force et ma louange, Il a été mon salut.

Chœur : Le Seigneur est ma force et ma louange, Il a été mon salut.

Lecteur : Le Seigneur m'a châtié et châtié encore, mais Il ne m'a pas livré à la mort.

Chœur : Le Seigneur est ma force et ma louange, Il a été mon salut.

Lecteur : Autre prokiménon, ton 3, cantique de la Mère de Dieu : Mon âme magnifie le Seigneur, et mon esprit s'est réjoui en Dieu mon Sauveur.

Chœur : Mon âme magnifie le Seigneur, et mon esprit s'est réjoui en Dieu mon Sauveur.

## Le Grand Prokimeinon
Un Grand Prokimeinon comporte quatre versets au lieu de deux. Il en existe quelques-uns, chantés aux vêpres du dimanche, aux vêpres suivant les grandes fêtes ou les dimanches de Carême, et aux vêpres de la Semaine Lumineuse.

## Usage liturgique
À la Divine Liturgie, un prokeimenon précède toujours l'épître, après qu'on a chanté le Trisagion.
Au Vêpres, un prokeimenon suit toujours l'Entrée, qu'il soit ou non suivi d'une lecture de l'Ancien Testament. Toutes les lectures de l'Évangile sont précédées de deux prokeimenons, aussi bien à l'Orthros qu'au Moleben : le premier a un texte propre, le second est toujours « Que tout souffle loue le Seigneur ». Lors du Grand Carême et de la Semaine sainte, à l'office de Sexte, un prokeimenon est chanté avant et après une lecture soit du livre d'Isaïe soit du livre de Jérémie. Aux offices spéciaux (les fêtes de la Nativité, de la Théophanie et pendant la Semaine Sainte) et lors de la Liturgie des Dons Présanctifiés, il y a plusieurs prokimeinons qui s'intercalent entre les différentes lectures.
Aux vêpres, le prokeimenon correspond à la mémoire faite le jour de la semaine occurrent. Aux matines et à la liturgie, le prokiménon du dimanche dépend du ton occurrent de l'octoèque ; aux fêtes, il est propre.

### Articles liés
- Tropaire
- Kontakion
- Pentecostarion